# Pay the Rent
Pay the Rent è un cortometraggio del 1914 diretto da Allen Curtis da un soggetto di Grace Cunard.
Prodotto e distribuito dall'Universal Film Manufacturing Company, il film uscì in sala il 25 marzo 1914.